# Gabriel in Mihael
Gabrijel in Mihael je drama Jožeta Snoja, izdana v letu 1988. Dogaja se v obdobju po drugi svetovni vojni in govori o napetostih, ki jih je ta pustila.

## Osebe
- Mati, nekoč ugledna tržanka
- Anica, njena hčerka
- Gabrijel, njen sin, domobranski nadporočnik
- Mihael, njegov brat dvojček, politkomisar Gaber
- Turk, ljudska oblast, voditelj Rdeče roke v trgu
- Turkovi pajdaši
- Tržanke

## Povzetek

### 1. dejanje
Mati čaka na vrnitev sinov, obuja spomine na njuno otroštvo, zapira oči pred stvarnostjo in pestuje lepe misli o tem, da smo vsi Slovenci, zdaj, ko je vojne konec. Za Anico so to iluzije, vsi so zaznamovani, v nočeh pobija Rdeča roka, boji se še posebej Turka, ki je že od nekdaj gledal za njo. Ve, da za mater in njo ni sreče od trenutka, ko sta si brata z orožjem v roki stopila nasproti. Konca ni oz. konec je sveta, vsi, ki moramo še živeti v njem, smo napol mrtvi, obsojeni na izgubo.
Ženske, polne sovraštva in sladostrastne želje po linču, prostaško žalijo Anico. Pride Turk in jih oblastno razžene. V pogovoru z Anico pride na dan njegova zavist, zagrenjenost, sovraštvo, še toliko večje, ker je zdaj zaradi rane impotenten. Njegova ljubica je postala smrt, ob klanju sprošča spolno slo. Anici pove, da bo Jelka rezal, če se vrne. Anica zgrožena zbeži pred njim kakor pred pošastjo.

### 2. dejanje
Ženski od težkih misli ne moreta spati. Zaslišita Jelka, ki se privleče na domači prag pol mrtev pol blazen; kot vrnjenega domobranca so ga vrgli v brezno, kamor so zmetali žive in mrtve. Ženski ga zvlečeta v hišo, ga umivata in urejata. Mati se obnaša, kot da se dogaja vstajenje, kot po navadi noče razumeti realnosti, sin ji je samo sin.
Vrne se tudi Elko. Ob pogledu na brata se vzbudijo stara nasprotstva in strasti, vmes poseže Anica, ki Jelka brani, saj je on povsem nemočen, le blebeta, da je Stalin Kristus in Kristus Stalin. Elko brata ne more soditi sam, hoče, da gresta pred ljudstvo, naj ju oba sodi po pravičnih zakonih. Jelka zagrabi panika, saj je pravičnost sam skusil na svoji koži, pograbi Elkovo brzostrelko in brata ustreli. Da bi rešila vsaj enega od bratov, hiti Anica preoblačit Jelka v Elka, podobna sta si kot jajce jajcu, nihče ju ne bo razločil. Elko spozna njeno namero, nanjo umirajoč pristane, Turku in njegovim, ki sprašujejo, če potrebuje pomoč, odgovori, da bo stvar uredil sam. Preoblečeni Jelko se pokaže ljudem z zvito-zmedenim vzklikom: Živel Stalin! Ljudje mislijo, da se mu je zmešalo, ko je obračunal z bratom, odpeljejo ga v azil, nad umirajočim Elkom pa izživijo vso svojo slo po krvi.

### 3. dejanje
Mati in Anica v gozdu iščeta Elkov grob, najdevata nove in nove mrliče. Turk in njegovi ju sledijo. Ker se bojijo, da bosta razkrili njihovo početje, sklenejo, da ju ubijejo; od nenehnega klanja so utrujeni in razkrojeni, radi bi živeli doma in v miru. Za likvidacijo je določen Turk, a on tega ne more, Anica mu je preblizu. Zato vsa tolpa vdre v hišo, da bi klanje opravila skupaj. Zadnji se opoteče iz hiše Turk, ki je bil Anico prej še posilil; skrajno vzburjenje mu je vrnilo moškost.

## Vir
- Obnova citirana po: Alenka Goljevšček: Alenka Goljevšček, "Od A(brama) do Ž(upančiča): Vsebine 765 dram slovenskih avtorjev". Ljubljana: Slovenski gledališki muzej, 2011. 724-725.  (COBISS)